# Cosquer-Höhle
Die Cosquer-Höhle (auch: Cosquer-Grotte, franz. Grotte Cosquer) befindet sich südöstlich von Marseille am Cap Morgiou. Die dort entdeckten Höhlenmalereien gehören zur frankokantabrischen Höhlenkunst. Ein detailgetreuer Nachbau ist in der Villa Méditerranée im Alten Hafen von Marseille zu besichtigen.

## Beschreibung
Der Eingang der Höhle liegt in der Calanque de la Triperie, 37 m unter dem Meeresspiegel und kann daher nur von Tauchern erreicht werden. Der Eingang ist durch ein Gitter verschlossen.
Durch den überfluteten Eingang gelangt man in einen höher gelegenen trockenen Höhlenraum mit etwa 19.000 bis 27.000 Jahre alten Höhlenmalereien und Höhlenzeichnungen aus dem Gravettien (Handnegative) und aus dem Solutréen, die u. a. Seehunde, Fische, Pferde, Wisente, Robben, Steinböcke sowie Riesenalken und andere Meeresvögel zeigen.

## Geschichte
Die Höhle wurde 1985 durch Henri Cosquer erstmals ertaucht. Ab dem 9. Juli 1991 erkundete Cosquer das Höhlensystem mit Freunden und Tauchlehrern aus seinem Tauchclub: Cendrine Cosquer (die Nichte), Yann Gogan und Pascale Oriol. Yann Gogan entdeckte an einer Wand den Umriss einer Hand. 
Am 1. September 1991 kam es in der Höhle zu einem tödlichen Unfall. Drei Taucher aus Grenoble verirrten sich im Höhlensystem, ohne den Ausgang zu finden und starben. 
In jenem Jahr wurde die Entdeckung der Höhle nach ersten wissenschaftlichen Untersuchungen offiziell bekanntgegeben. Sie steht unter Naturschutz, der Besuch ist untersagt.
Der Eingang der Höhle lag gegen Ende der Würm-Eiszeit, also zur Zeit der Nutzung, etwa 80 m über dem Wasserspiegel und etwa 11 km von der Küste entfernt. Dies änderte sich, als der Meeresspiegel stark anstieg.

## Bilder

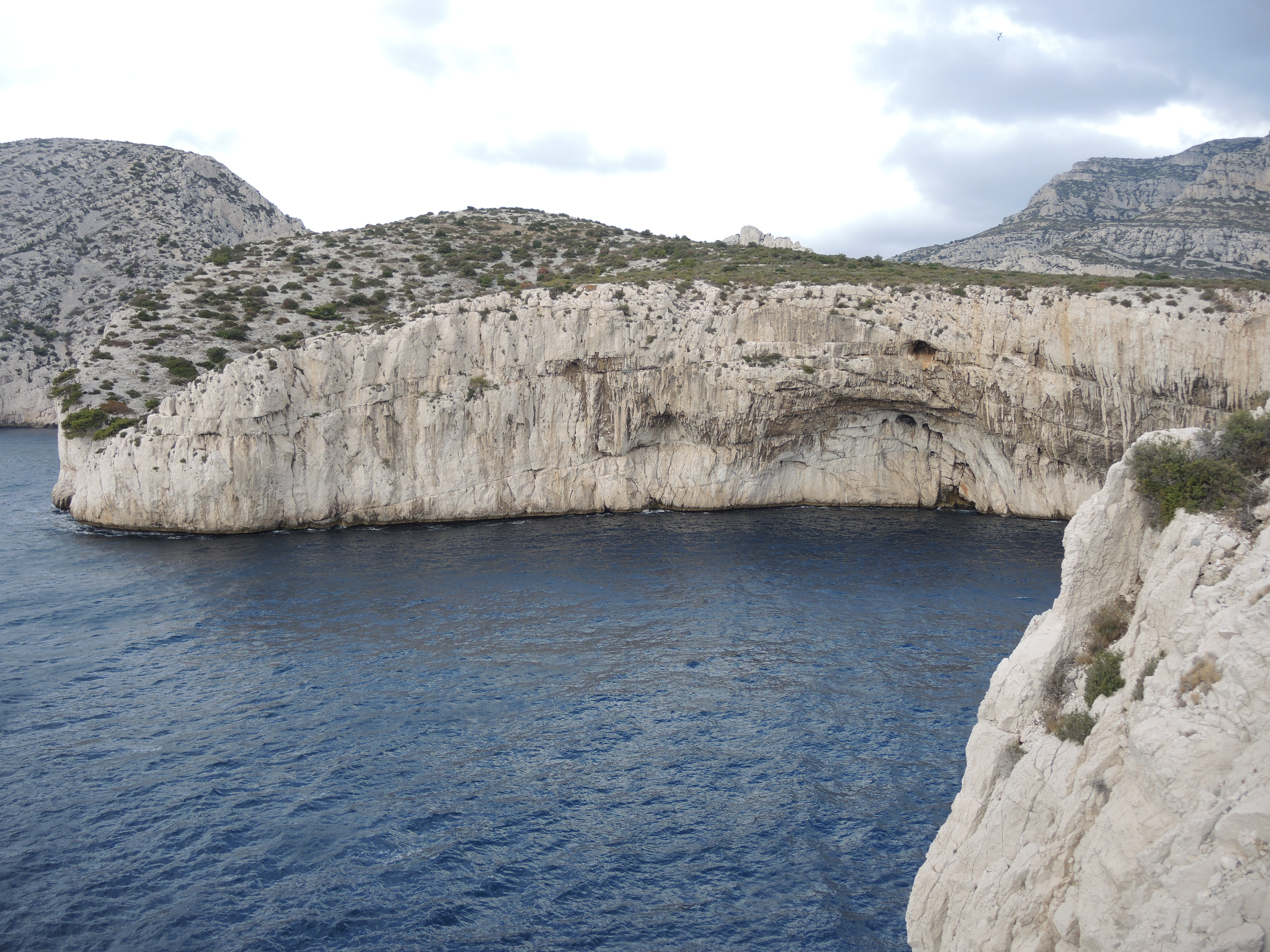
Calanque de la Triperie
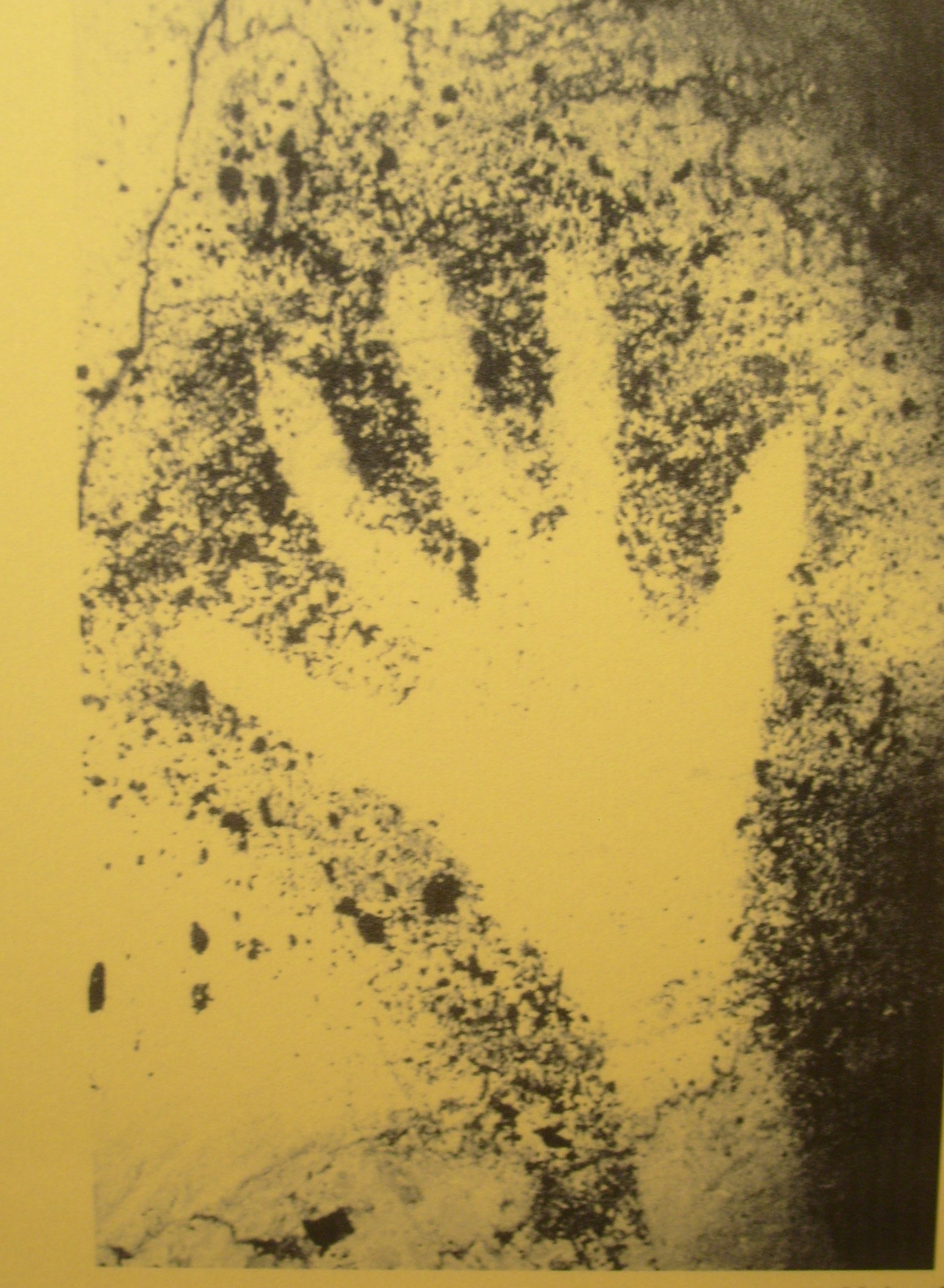
Handnegativ
Querschnitt durch die Höhle

## Filmdokumentationen
- Die Cosquer-Höhle - Rettung eines Meisterwerks, ARTE, 7. Dezember 2024, 60 min.